# Maiske, Zhurivka
Maiske (în ucraineană Майське) este un sat în comuna Șevcenkove din raionul Zhurivka, regiunea Kiev, Ucraina.

## Demografie
Componența lingvistică a localității Maiske
     Ucraineană (91,33%)
     Belarusă (6,36%)
     Rusă (1,16%)
Conform recensământului din 2001, majoritatea populației localității Maiske era vorbitoare de ucraineană (91,33%), existând în minoritate și vorbitori de belarusă (6,36%) și rusă (1,16%).